# Ноель Роквер
Ноель Роквер (фр. Noël Roquevert; при народженні Noël Louis Raymond Bénévent; 18 грудня 1892 — 6 листопада 1973) — французький актор театру та кіно. Знявся у більш ніж 180 фільмах між 1932 і 1972 роками.
Роквер народився в Дуе-ла-Фонтен і був одружений з театральною і кіноакторкою Полетт Нуазо.
Помер у Дуарнене, Франція, у віці 80 років.

## Вибрана фільмографія
- 1936 — Тарас Бульба
- 1942 — Останній козир
- 1947 — Антуан і Антуанетта
- 1948 — Гесклен / Du Guesclin
- 1951 — Моя дружина прекрасна / Ma femme est formidable
- 1952 — Правосуддя відбулося / Justice est faite
- 1958 — Це провина Адама